# هواگرد رابط

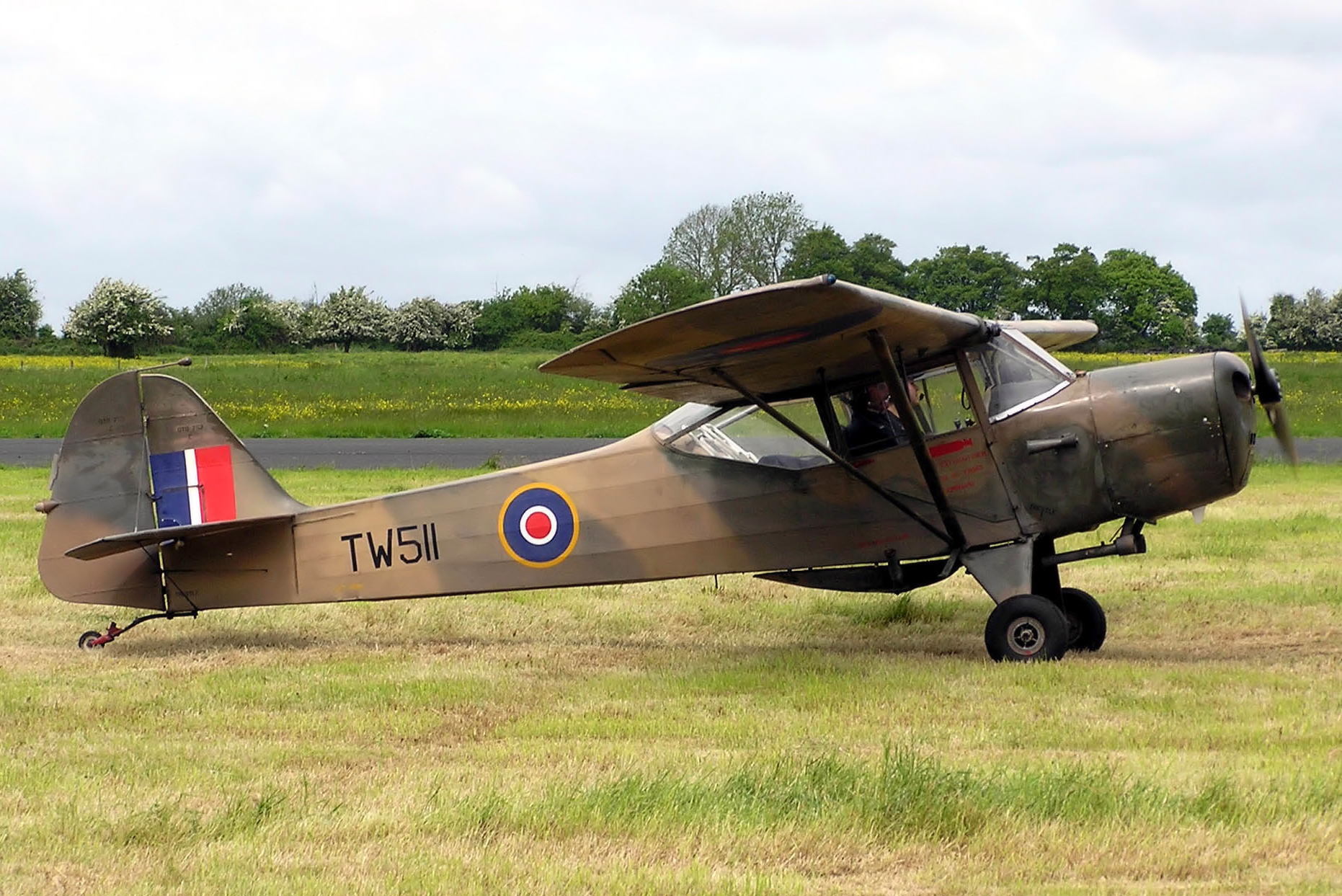
هواگرد رابط تیلورکرفت اوستر در سال ۱۹۵۷

هواگرد رابط که هواگرد هماهنگی نیروی زمینی نیز نامیده می‌شود، یک هواگرد کوچک و معمولاً غیرمسلح است که عمدتاً توسط نیروهای نظامی برای رصد توپخانه یا انتقال دستورها و پیام‌ها استفاده می‌شود. این مفهوم، پیش از جنگ جهانی دوم توسعه یافت و همچنین شامل شناسایی میدان نبرد، آمبولانس هوایی ، کنترل ستون‌های نظامی، تحویل محمولهٔ سبک و وظایف مشابه بود. بیشتر هواپیماهای رابط، می‌توانستند از میدان‌های کوچک و نامناسب، تحت شرایط ابتدایی با قابلیت‌های نشست و برخاست کوتاه عملیات کنند. برخی نیز بعداً به عنوان هواپیمای هوانوردی عمومی مورد استفاده قرار گرفتند. هم هواگردهای ثابت‌بال و هم هلیکوپترها می‌توانند وظایف هواگردهای رابط را انجام دهند.

## استفاده بر اساس کشور

### بلغارستان
- Kaproni Bulgarski KB-11 Fazan

### آلمان

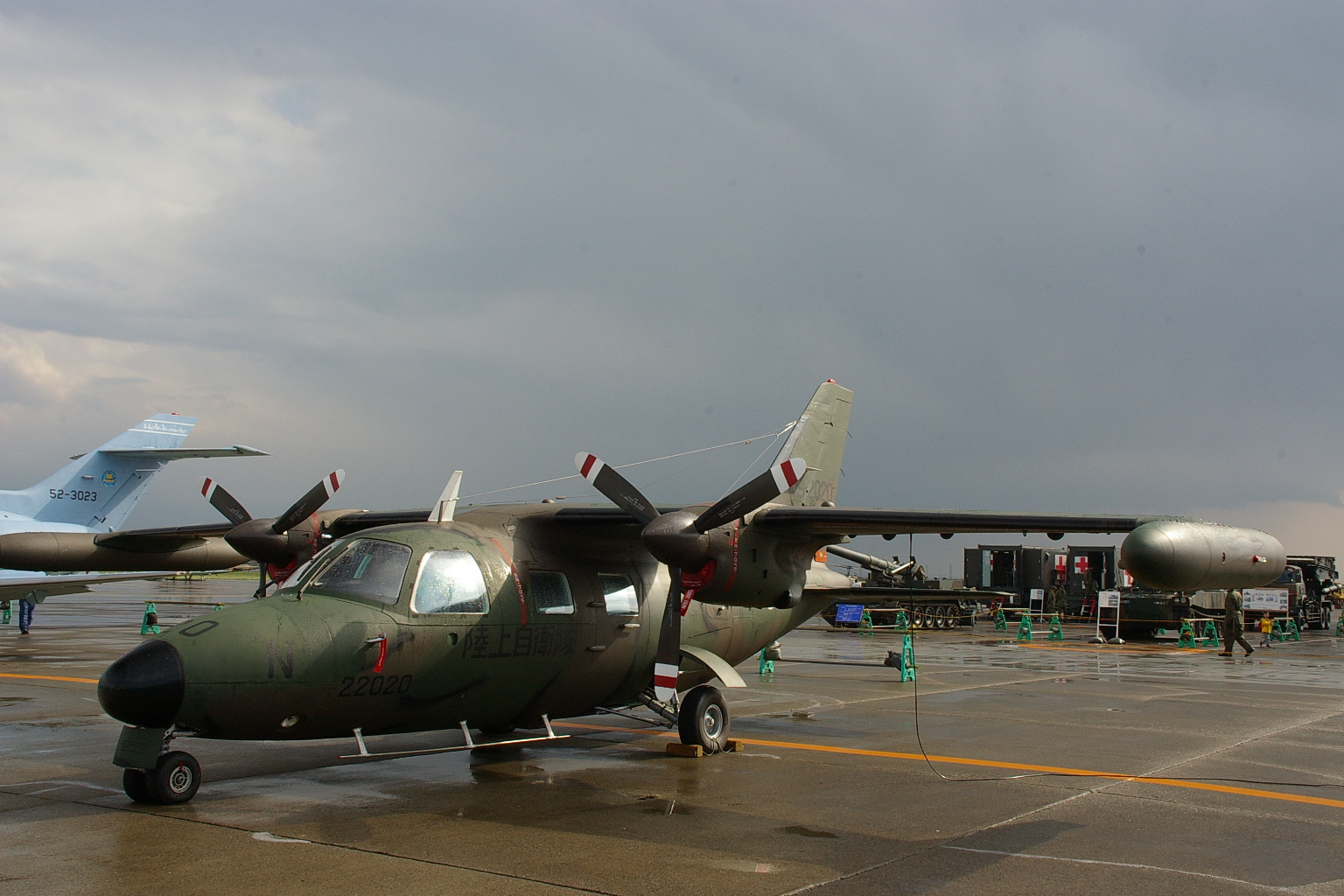
LR-1 نیروی زمینی دفاع‌ازخود ژاپن

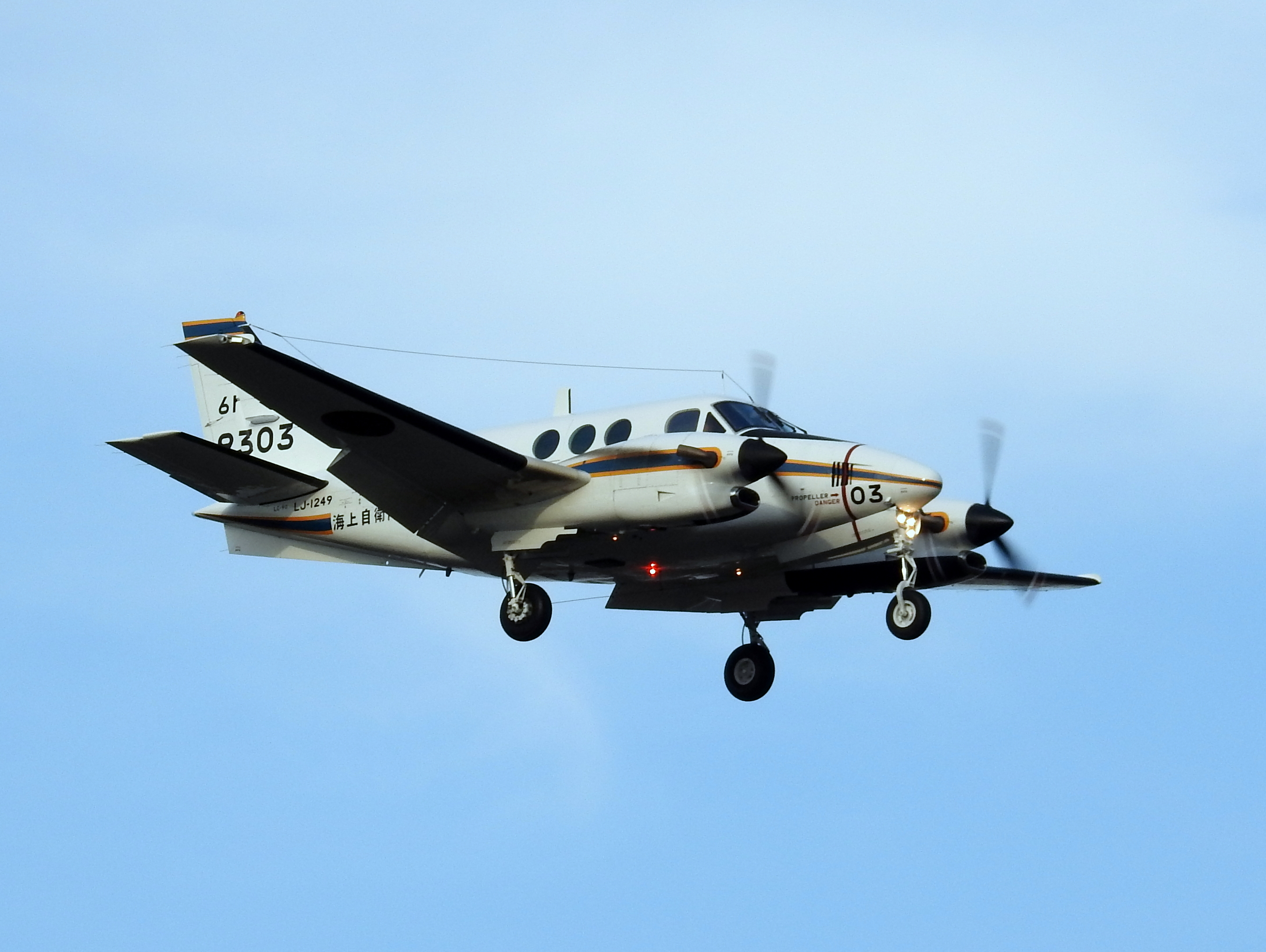
ال‌سی-۹۰ نیروی دریانوردی دفاع‌ازخود ژاپن

دوره نازی‌ها:
- Fieseler Fi 156 Storch
- مسرشمیت ب‌اف ۱۰۸ تایفون
- فوکه-وولف اف‌و ۱۸۹

### ژاپن
دوره پادشاهی:
- Kokusai Ki-76 (نیروی هوایی ارتش امپراتوری ژاپن، ۱۹۴۲–۱۹۴۵)
- تاکیگاوا کای-۳۶ (نیروی هوایی ارتش امپراتوری ژاپن، ۱۹۳۸–۱۹۴۵)

دوران پس از جنگ جهانی دوم:
- LR-1 (نیروی زمینی دفاع‌ازخود ژاپن، ۱۹۶۷–۲۰۱۶)
- بیچ‌کرفت ال‌سی-۹۰ (نیروی دریانوردی دفاع‌ازخود ژاپن، ۱۹۷۴-)

### لهستان
- لوبین آر-۸

### پرتغال

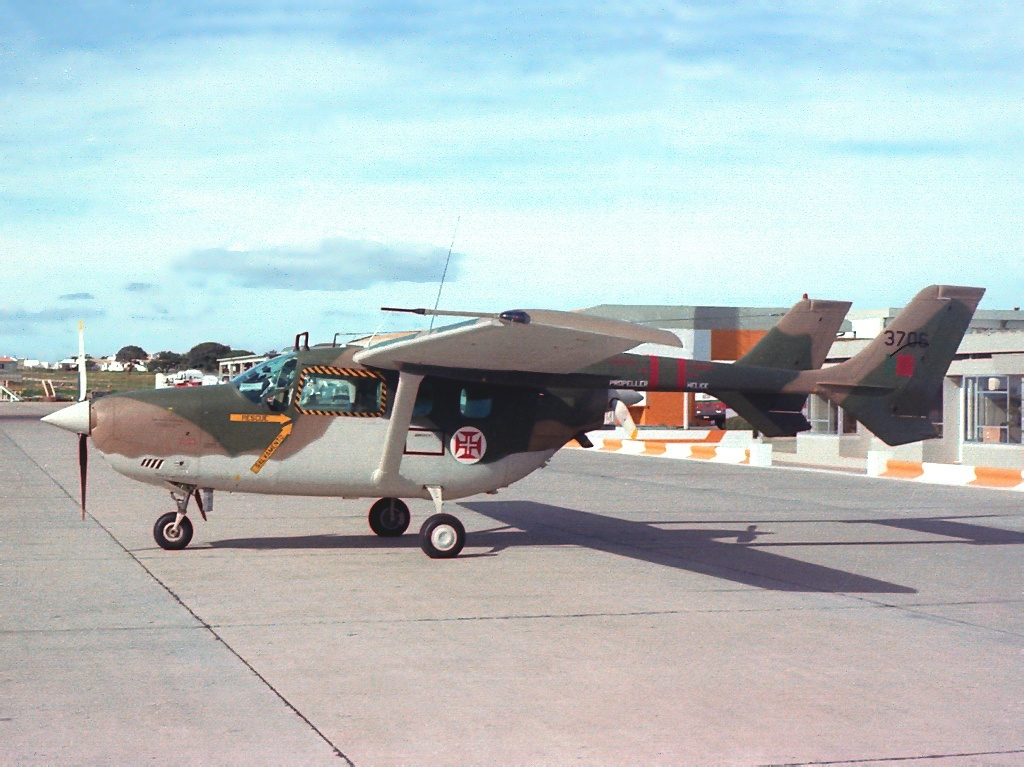
Reims-Cessna FTB-337 سابق نیروی هوایی پرتغال

- پایپر پی‌ای-۱۸ سوپر کاب (ارتش پرتغال، ۱۹۵۲–۱۹۵۷ و نیروی هوایی پرتغال، ۱۹۵۷–۱۹۷۶)
- Auster D.5/160 (نیروی هوایی پرتغال، ۱۹۶۱–۱۹۷۴)
- دورنیه دو ۲۷ (نیروی هوایی پرتغال، ۱۹۶۱–۱۹۷۹)
- سسنا اف‌تی‌بی-۳۳۷، (نیروی هوایی پرتغال، ۱۹۷۴–۲۰۰۷)

### اتحاد جماهیر شوروی
- پی‌او-۲ کوکوروزنیک ("Crop Daster")

### سوئد
- پایپر پی‌ای-۱۸ سوپر کاب (۱۹۵۸–۱۹۷۴)
- دورنیه دو ۲۷ (۱۹۶۲–۱۹۹۱)
- اسکوتیش بولداگ (۱۹۷۲–۱۹۸۹)

### سوئیس
- پیلاتوس پی‌سی-۶

### بریتانیا
- د هویلند دراگون راپید
- وستلند لیساندر
- تیلورکرفت اوستر AOP

### ایالات متحده آمریکا
- ال-۱ ویگیلانت
- ال-۲ گراسهوپر

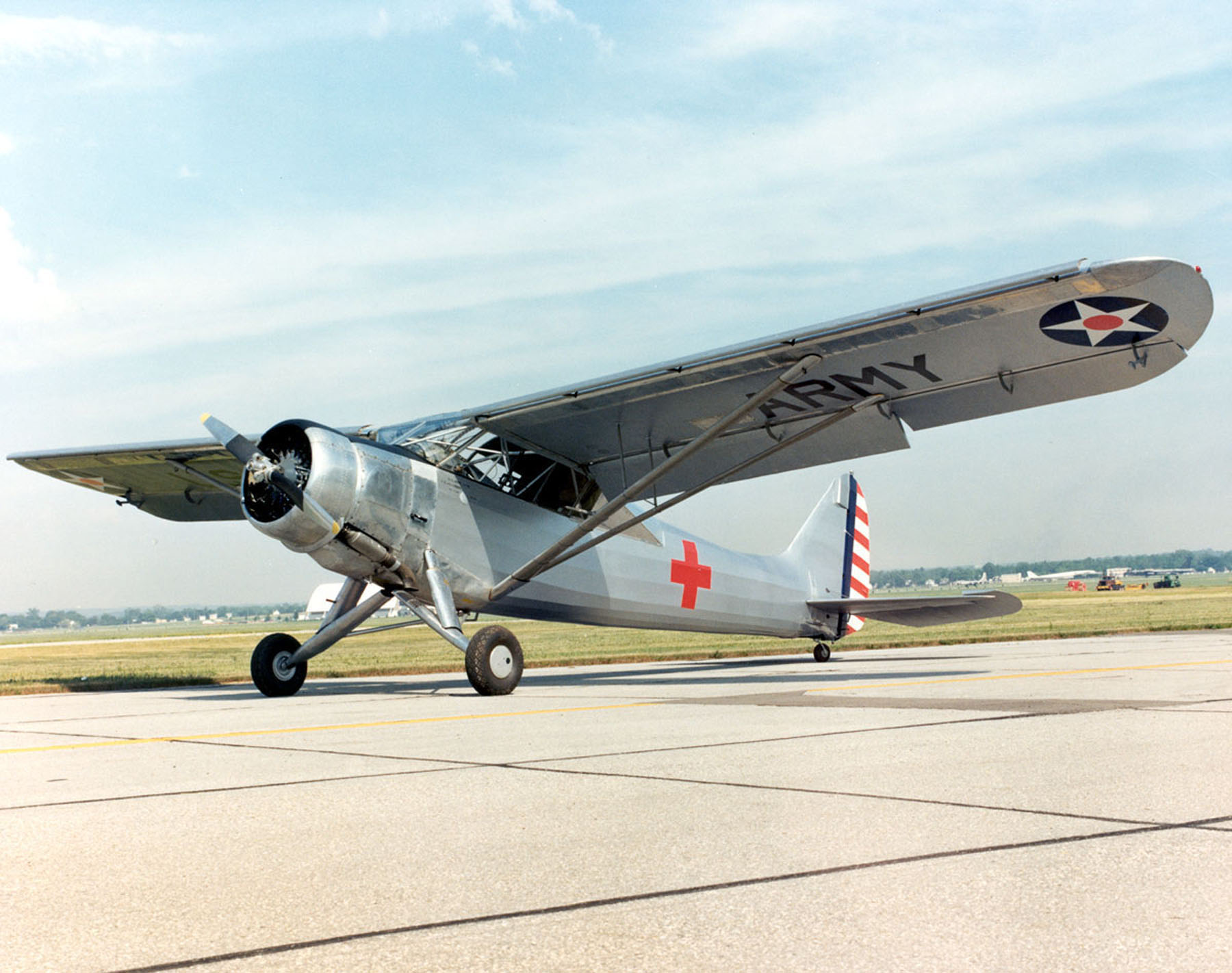
ال-۱اِی

- Waco S Series Waco C-72 یا AAF UC-72 Series
- Beechcraft مدل 17 Staggerwing AAF Beech UC/YC-43 Traveler (Navy GB-۱/۲)
- Aeronca L-3 Grasshopper
- پایپر ال-۴ گرس‌هوپر
- Stinson L-5 Sentinel
- اینتراستیت کدت
- ال-۱۷
- سسنا او-۱ برد داگ